# 成松信勝
成松 信勝（なりまつ のぶかつ）は、戦国時代から安土桃山時代にかけての武将。龍造寺氏の家臣。龍造寺四天王の一人。

## 略歴
主君・龍造寺隆信から偏諱を受け信勝を名乗る。
元亀元年（1570年）の今山の戦いでは、大友軍に夜襲をかけ、敵の総大将・大友親貞の首級を挙げ、龍造寺隆信より感状を受けた。隆信の隠居後も近侍し、隆信の隠居城である須古城の普請奉行も務めた。
大友親貞を討ち取った際に使った槍や、信勝所用の黒漆塗萌黄糸威五枚胴具足は、現在、佐賀県立博物館に寄託されている。
天正12年（1584年）3月24日、島津氏との戦い（沖田畷の戦い）で戦死した。

## 子孫
子孫は佐賀藩士として続き、孫の成松新兵衛は祖父の武勲を遺すために慶安3年（1650年）「成松新十郎信勝戦功略記」を記し、幕末頃の成松信保は手明鑓組頭となっている。佐賀藩領肥前有田皿山の名代官として有田焼の生産を支援したことで知られる成松信久も子孫で、その次男は百武氏に養子に入り、百武兼貞と名乗り、京都留守居役等を経て、父同様に有田皿山代官となった。その子は日本最初の洋画家とされる百武兼行。